# Беррокаль (Уельва)
Беррокаль (ісп. Berrocal) — муніципалітет в Іспанії, у складі автономної спільноти Андалусія, у провінції Уельва. Населення — 358 осіб (2010).
Муніципалітет розташований на відстані близько 380 км на південний захід від Мадрида, 85 км на північ від Уельви.
На території муніципалітету розташовані такі населені пункти: (дані про населення за 2010 рік)
- Беррокаль: 357 осіб
- Ла-Каба: 1 особа

## Демографія
Динаміка населення (INE ):